# Monsieur Verdoux
Monsieur Verdoux è un film statunitense del 1947 scritto, diretto, interpretato e prodotto da Charlie Chaplin. La figura del protagonista è ispirata a quella del celebre pluriomicida francese Henri Landru, per quanto in un contesto in cui gli spunti comici prendono decisamente il sopravvento su quelli drammatici.

## Trama
Nella Francia del primo dopoguerra, la crisi economica provoca la disoccupazione e mette in difficoltà le classi sociali più deboli. Henri Verdoux, impiegato bancario, viene licenziato dopo trent'anni di collaborazione e così, pur di mantenere la moglie inferma e un bimbo piccolo e assicurar loro una casa e una vita dignitosa, finisce per darsi al delitto, uccidendo sia ricche vedove (da lui sposate sotto falso nome) sia vecchie zitelle, a cui fa prelevare tutti i liquidi dalle banche in vista di una presunta e imminente crisi bancaria, così da assicurarsene l'intero patrimonio, che poi investe in attività speculative di Borsa. Il tutto dietro la copertura di un'attività di antiquario.
La famiglia Couvais si insospettisce quando Thelma Couvais ritira tutti i suoi soldi e scompare due settimane dopo aver sposato un uomo di nome "Varnay", che conoscono solo attraverso una fotografia. Mentre Verdoux si prepara a vendere la casa di Thelma Couvais, la vedova Marie Grosnay fa visita per acquistare la casa. Verdoux la vede come un'altra opportunità di "affari" e cerca di affascinarla, ma lei rifiuta. Verdoux non desiste e nelle settimane seguenti fa mandare fiori a Madame Grosnay da una fioraia. Verdoux, però, ha bisogno di soldi e, nei panni di Monsieur Floray, fa visita a Lydia Floray e la convince che lui è il suo marito assente. Si lamenta che il suo lavoro di ingegnere lo abbia tenuto lontano troppo a lungo ma quella stessa notte la uccide per i suoi soldi. Verdoux è giunto a un punto in cui non può più sottrarsi al gioco sporco in cui s'è cacciato, e la conquista di nuove possibili ricche vittime richiede sempre maggiore abilità e fantasia.
A una cena con la sua vera moglie e il loro amico farmacista, Verdoux gli chiede del farmaco che ha sviluppato per sterminare gli animali in modo indolore. Il chimico spiega la formula e che ha dovuto smettere di lavorarci dopo che il consiglio farmaceutico locale l'ha vietata in quanto non lascia traccia dopo la morte. Verdoux dice che potrebbe testare il farmaco usandolo su un vagabondo fuori in strada. Più tardi, nel suo ufficio di arredamento, cerca di ricreare il farmaco. Per sperimentarlo avvicina una giovane ragazza emarginata e disillusa appena uscita di carcere, ma la risparmia dopo aver ascoltato la sua storia e in virtù di un animo sensibile che tuttora convive nella sua duplice personalità, aiutandola in seguito anche economicamente.
La famiglia Couvais, intatto, allerta la polizia perché insospettita dalla mancanza di Thelma. Un detective, messosi da solo sulle sue tracce, lo pedina per settimane e arriva al suo negozio di antiquario per arrestarlo, ma Verdoux con un astuto inganno riesce ad avvelenare l'agente e a sfuggire alle autorità. Verdoux prova poi a uccidere Annabella Bonheur, che crede che Verdoux sia Bonheur, un capitano di mare che è spesso lontano; la donna ha una fortuna sfacciata che non solo l'ha resa ricca con vincite alla lotteria, ma le consente anche di sfuggire ripetutamente ai tranelli di Verdoux senza nemmeno rendersene conto mentre, allo stesso tempo, mette lo stesso Verdoux in pericolo.
Madame Grosnay si ammorbidisce per i continui fiori di Verdoux e lo invita a casa sua. Lui la convince a sposarlo e gli amici di Grosnay organizzano un grande matrimonio pubblico con disapprovazione di Verdoux. Inaspettatamente, Madame Bonheur si presenta al matrimonio e Verdoux, in preda al panico, si dà alla fuga dopo aver finto di essere stato colpito da un crampo per evitare di essere visto. Gli alibi di Verdoux iniziano a cadere e la polizia sospetta che Monsieur Varnay sia in realtà un nome fittizio usato da Verdoux per le sue trame. Intanto sopraggiunge il crollo delle borse mondiali; la crisi economica e i venti di guerra travolgono Monsieur Verdoux e la sua famiglia. La perdita della moglie e del figlio e il volatilizzarsi del suo patrimonio inducono il suo risveglio dalla trance affaristica e omicida nella quale era caduto, rivelandogli la sua miserevole condizione. Il destino vuole che sia la giovane che un tempo aveva soccorso, ora mantenuta da un commerciante d'armi, a proporsi di ricambiare il suo antico sostegno economico, ma Verdoux decide di consegnarsi alla giustizia.

## Distribuzione e accoglienza
Il film fu proiettato la prima volta l'11 aprile 1947.
La censura inizialmente considerò il soggetto del film socialmente pericoloso, e dunque irrealizzabile, salvo poi accontentarsi del taglio della scena in cui i coniugi si coricano nel letto matrimoniale e della disposizione di trasformare l'attività di prostituta della ragazza, che Verdoux soccorrerà nella notte piovosa, in una occupazione non meglio specificata.
Le reazioni successive alla proiezione saranno ancora più violente e imperniate sul presunto antipatriottismo di Chaplin.

## Riconoscimenti
- 1948 - Premio Oscar
  - Candidatura come migliore sceneggiatura originale a Charlie Chaplin
- 1947 - National Board of Review Awards
  - Miglior film